# بريزيتشي
بريزيتشي (بالإيطالية: Presicce)‏ هي بلدية في مقاطعة ليتشي في إقليم بوليا الإيطالي.

## السكان
في سنة 1861 بلغ عدد السكان 2٬786 نسمة، وتطور العدد ليصل في سنة 2011 لـ 5٬589 نسمة.
يظهر هذا المخطط البياني تطور النمو السكاني لـ بريزيتشي